# Remedios Varo
María de los Remedios Alicia Rodriga Varo y Uranga (Anglés, Gerona, España, 16 de diciembre de 1908-Ciudad de México, 8 de octubre de 1963), conocida como Remedios Varo, fue una pintora surrealista, escritora y artista gráfica española. La obra de Varo evoca un mundo surgido de su imaginación donde se mezcla lo científico, lo místico, lo esotérico y lo mágico.
Fue una de las primeras mujeres que estudió en la Real Academia de Bellas Artes de San Fernando de Madrid. En 1932 se estableció en Barcelona, donde trabajó como diseñadora publicitaria, sumándose al grupo surrealista catalán Logicofobista. En 1937 viajó a París junto al poeta surrealista francés Benjamin Péret y en 1941, con la llegada de los nazis a la capital francesa, se exilió a México. Nunca regresó a España.
Contrariamente a lo que se cree y da por sentado, Remedios Varo nunca adquirió la nacionalidad mexicana, conservando su nacionalidad española, aunque jamás quiso regresar a su tierra natal, a diferencia de su amiga Leonora Carrington quien sí se nacionalizó en el país americano.

## Biografía

### Primeros años

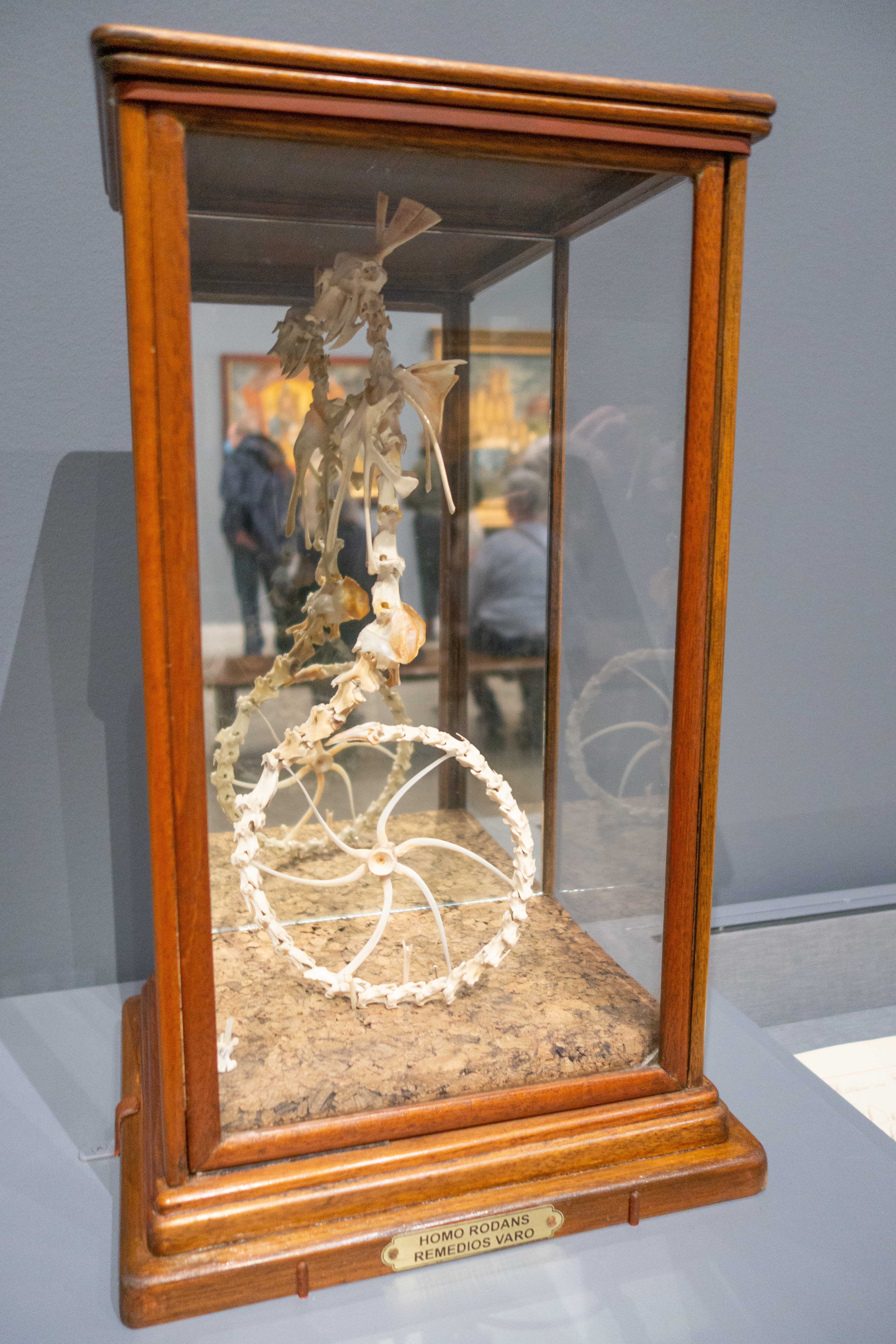
Homo Rodans, 1959. Escultura a base de huesos de pollo, pavo y espinas de pescado. Nueva York, Museo Metropolitano de Arte, 2021.

Nació en Anglés, en la provincia de Gerona y creció desde los 9 años en Madrid donde su familia trasladó su residencia. Su padre, Rodrigo Varo y Zejalvo, era un ingeniero librepensador estudioso del esperanto, preocupado por las cuestiones sociales y amante de la mineralogía, oriundo del pueblo andaluz de Cabra. Su madre, Ignacia Uranga y Bergareche, era nacida en Argentina de padres vascos. Remedios era la segunda de tres hermanos, siendo los otros dos varones, Rodrigo y Luis.
María de los Remedios Alicia Rodriga Varo y Uranga llevó su nombre más popular, Remedios, debido al nombre de la patrona de la localidad gerundense de Anglés que es la Virgen de los Remedios a la que su madre veneraba, ya que era muy religiosa, y a la que se encomendó prometiendo ponerle el nombre de la patrona si el parto iba bien, dado que había perdido anteriormente a dos hijos a causa del tifus. Remedios tuvo una vida enfermiza con problemas cardíacos y mostró desde pequeña una natural inclinación por la pintura. 
La influencia de Anglés en la obra de Varo se debe a la implicación del padre de Remedios en la vida local que le llevó a ser uno de los fundadores de la Cooperativa Local Anglesense de signo esperantista "Libera Popolo". Así como a participar en todo el proceso industrial de la población, el cual se ve reflejado en algunas de sus obras: Icono, 1945, donde se refleja el perfil de la montaña de Santa Bárbara en Anglés; Homo Rodans, 1959, con la típica rueda de los canales de riego de Anglés o El Alquimista, 1955, donde aparece el típico taburete de tres patas de tejedora, así como el suelo de las típicas entradas noble de las casas de la calle Mayor de Anglés donde vivió su infancia.
La profesión de Rodrigo Varo obligó a la familia a desplazar su residencia. Primero al Marruecos español y en 1917 a Madrid donde Remedios recibió una instrucción básica en colegios católicos y posteriormente se formó artísticamente.

### Periodo 1924 - 1941

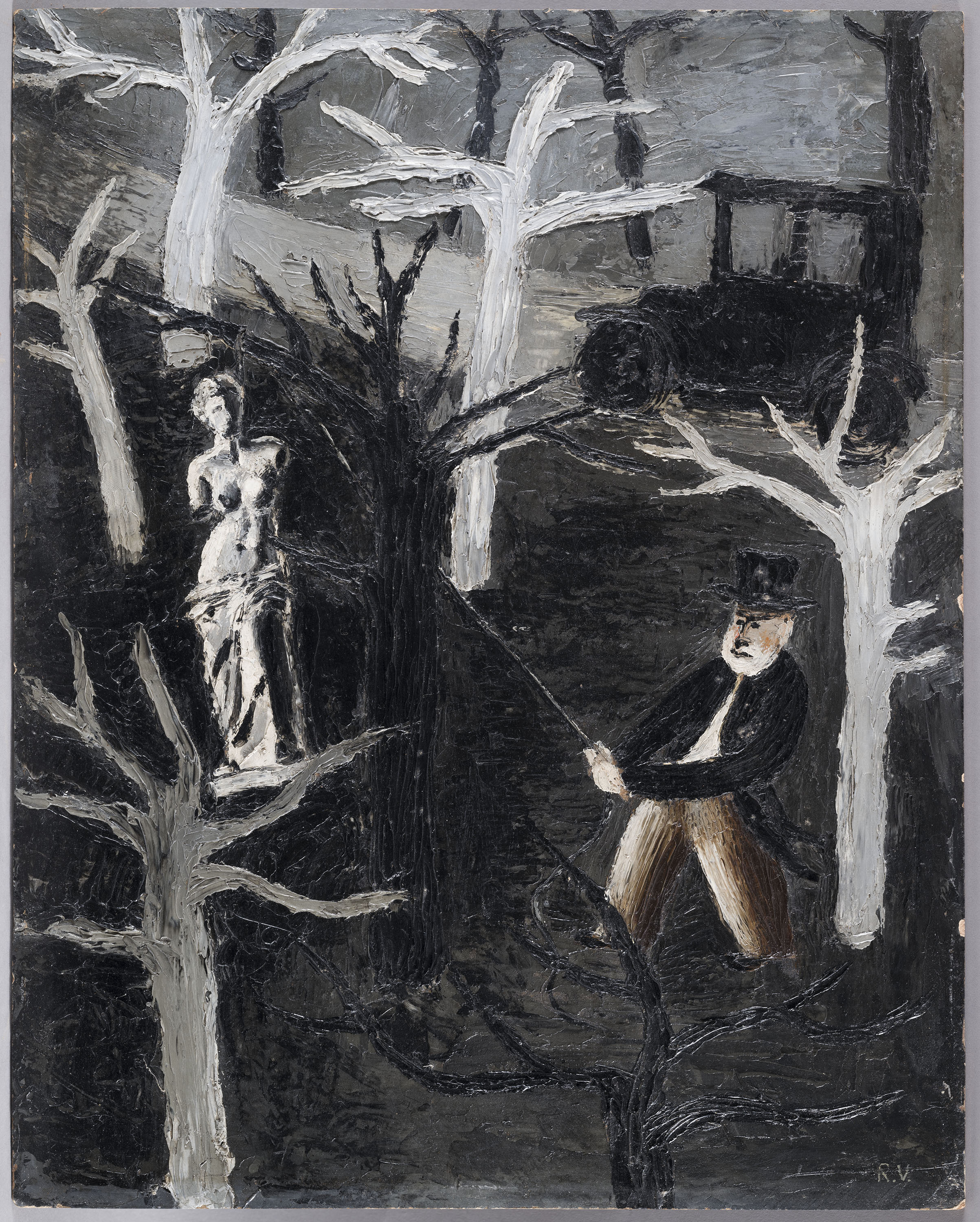
Accidentalidad de mujer - Violencia. Hacia 1932-1936. Museo Nacional de Arte de Cataluña.

En 1924, a los quince años, alentada por su padre, ingresó en la Academia de San Fernando convirtiéndose en una de las primeras mujeres estudiantes de la academia. En este periodo compartió tertulias y vivencias en la Residencia de Estudiantes con artistas como García Lorca y Dalí. En 1930 participó en una exposición colectiva organizada por la Unión de Dibujantes de Madrid y ese mismo año, al finalizar sus estudios, se casó el 6 de septiembre con un compañero de la Academia, Gerardo Lizarraga, en la iglesia de San Vicente de San Sebastián y ambos se establecieron en París durante un año.
En 1932, retornó a España y se estableció en la Barcelona republicana, en el barrio de Gracia, donde tenía su casa y su estudio, en la Plaza de Lesseps, desarrollando su trabajo también como dibujante publicitaria. En Barcelona vivió intensamente el clima político -libertario- y creativo.
En 1935 compartió el estudio con el también pintor surrealista Esteban Francés, quien la introdujo al círculo surrealista de André Breton. Ese mismo año, rompería su relación sentimental con Gerardo Lizárraga. En julio Marcel Jean llegó a Barcelona con Óscar Domínguez. Todos ellos realizaron preciosos cadáveres exquisitos, dibujos colectivos empezados por un participante del juego, tapados y continuados por el siguiente jugador dando como resultado collages sorprendentes. El mismo año expuso sus dibujos en Madrid junto con Josep-Lluís Florit y entre sus pinturas se encuentra Composición.
Se integró en el grupo surrealista catalán Logicofobista, que pretendía representar los estados mentales internos del alma, utilizando formas sugerentes de tales estados. Durante su colaboración con este grupo, Remedios Varo pintó L’Agent Double, obra que anticiparía su estilo personal. En mayo de 1936 participó en una histórica exposición Logicofobista de la librería Catalònia de Barcelona junto a Artur Carbonell, Leandre Cristòfol, Àngel Ferrant, Esteve Francès, Gamboa-Rothwoss, A.G. Lamolla, Ramon Marinel·lo, Joan Massanet, Maruja Mallo, Àngel Planells, Jaume Sans, Nadia Sokolova y Joan Ismael.
Durante la guerra civil española, se posicionó del lado republicano. En este período y durante su apoyo activo a los republicanos, conoció en 1936 al poeta surrealista francés Benjamin Péret, afiliado al POUM, que llegó a Barcelona para luchar en la guerra y considerado en las crónicas de la vida de la artista como "su gran amor". En 1937, Péret y Remedios huyeron a Francia, aunque lo hicieron por separado, siendo ella acompañada por Esteban Francés, pisando España por última vez, y reuniéndose con su pareja en París, residiendo por segunda vez en la capital francesa, donde ambos permanecieron hasta la invasión nazi en 1941. Además de André Breton, en Francia conoció a Max Ernst, Victor Brauner, Joan Miró, Wolfgang Paalen, Dora Maar y Leonora Carrington, con los cuales se reunía en el café Les Deux Magots.
Le encantaba unirse a los bohemios surrealistas para fotografiarse vestida de torero, vender pasteles en la calle o mandar cartas a desconocidos cuyos nombres elegía al azar en el listín telefónico, uno de sus “actos surrealistas” favoritos, señala Isabel Navarro en 2007 rememorando su figura.
En 1937 participó en la Exposición Internacional del Surrealismo en Tokio y su obra Le désir (1935) fue reproducida en el número 10 de la revista surrealista de Francia Minotaure. Asimismo, participaría en las exposiciones de París y Ámsterdam. Colaboró en viñetas para el Diccionnaire abrégé du surréalisme y varias de sus obras se reprodujeron en las revistas Trajectoire du Rêve y Visage du Monde. Realizó las tareas de locutora, traductora de conferencias para latinoamericanos.

#### Segunda Guerra Mundial y exilio
Su marido Péret fue encarcelado por negarse a participar en la Segunda Guerra Mundial mientras que las tropas nazis invadían París. Remedios también fue encarcelada, aunque nunca quiso hablar del asunto, finalmente fue puesta en libertad y marchó con un grupo de amigos a la Francia de Vichy, primero a Canet-Plage, para más tarde trasladarse a Marsella donde convivía con más artistas e intelectuales refugiados, en la Villa Air-Bel, mientras esperaban un visado para salir del país. Gracias a Varian Fry, perteneciente al Comité de Salvamento de Urgencia, ubicado en Nueva York y que facilitaba la salida de artistas e intelectuales, en octubre de 1941 consiguieron llegar hasta Casablanca, en Marruecos. Apenas permanecerían un mes en el país magrebí, ya que el 20 de noviembre de 1941 partieron hacia México a bordo del Serpa Pinto, llegando en diciembre, donde gracias a la política del presidente Lázaro Cárdenas de acogida de refugiados políticos, pudieron desarrollar una actividad laboral.

### Etapa mexicana

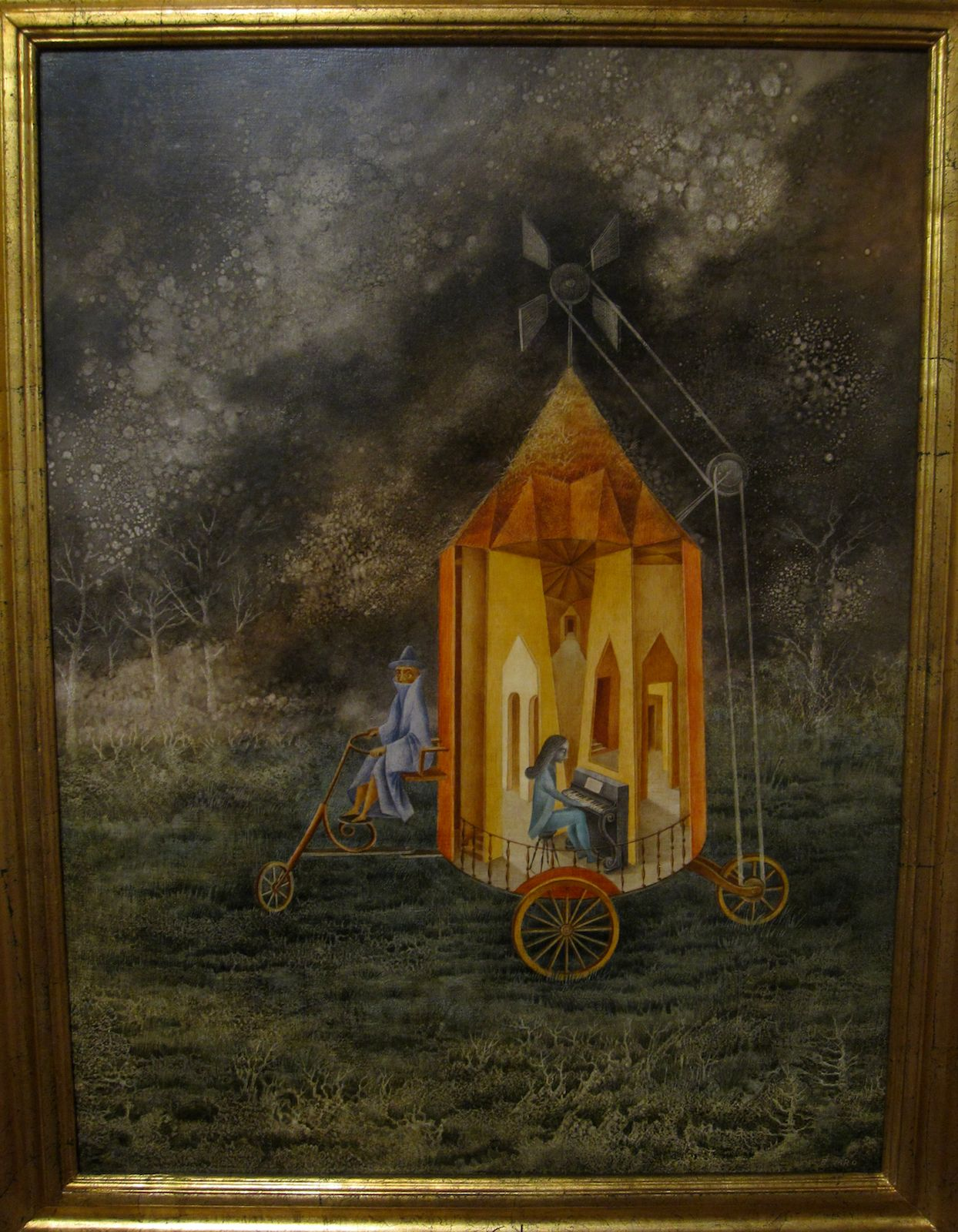
Roulotte, 1955.

En la Exposición Internacional del Surrealismo en México de 1940 dirigida por Inés Amor en la Galería de Arte Mexicano, se había ya exhibido uno de sus cuadros llamado Recuerdo de la Walkyria. Ya establecidos en México, Péret y Remedios se integraron en un círculo de amigos y artistas entre los que se encontraban César Moro, Esteban Francés, Gerardo Lizarraga, Leonora Carrington, Octavio Paz y Eva Sulzer quien fue una importante mecenas de los artistas exiliados. Durante la década de 1940, Remedios realizó diferentes trabajos artesanales, de decoración y publicidad entre los que se encuentran una colaboración con Marc Chagall en el vestuario para el ballet Aleko que se estrenó en el Palacio de Bellas Artes. El 10 de mayo de 1946 se casó por lo civil con Péret en Cholula, Puebla, para obtener un pasaporte con el que viajar por Sudamérica.
En 1947, se separó de Benjamin Péret, quien retornó a París, aunque Varo mantuvo el contacto con el poeta apoyándolo económicamente y acompañándolo en su lecho de muerte en 1959. Gracias a sus contactos anteriores y a sus actividades en México, Remedios partió ese año a Venezuela, como integrante de una expedición científica del Instituto Francés de América Latina donde realizó estudios microscópicos de mosquitos como parte de la campaña de salubridad antipalúdica, donde además pudo reencontrarse con su madre y su hermano Rodrigo, que trabajaba como médico en el país. En Venezuela, además de su trabajo de ilustradora entomológica, pudo continuar enviando carteles publicitarios para Bayer, así como trabajar un corto lapso para el instituto de malariología venezolano.
En el año de 1949 regresó a México, donde continuó con su labor de ilustradora publicitaria. En 1952 se casó de nuevo, esta vez con el político refugiado austriaco Walter Gruen, devoto de su obra, que la convenció para que se dedicase exclusivamente a la pintura y le proporcionó la estabilidad, y con quien permaneció hasta su fallecimiento. En 1955, presentó al público sus trabajos en una primera exposición colectiva, en la galería Diana de la Ciudad de México, seguida al año siguiente de una exposición individual.
Durante su estancia en México, conoció a artistas como Frida Kahlo y Diego Rivera, pero estableció nexos de amistad más fuertes con otros intelectuales en el exilio, en particular con la también pintora surrealista británica Leonora Carrington. Su amistad será fundamental para ambas tanto en la obra pintada como la escrita.
En 1955 México acogió su primera exposición. En 1958 Varo obtuvo el primer lugar en el Primer Salón de la Plástica Femenina en las Galerías Excélsior.
Destacó durante la época del muralismo mexicano, no como muralista sino con sus pinturas exhibidas en diversas instituciones mexicanas, entre ellas en el Instituto Nacional de Cardiología donde cuelga la pintura Retrato del Dr. Chávez  (1957), homenaje al médico mexicano Ignacio Chávez, cardiólogo de la pintora. 
La vida de Remedios se vio rodeada de misticismo, sus temas de interés iban desde la teoría psicoanalítica hasta la alquimia, tal como se expresa en múltiples cuadros suyos.

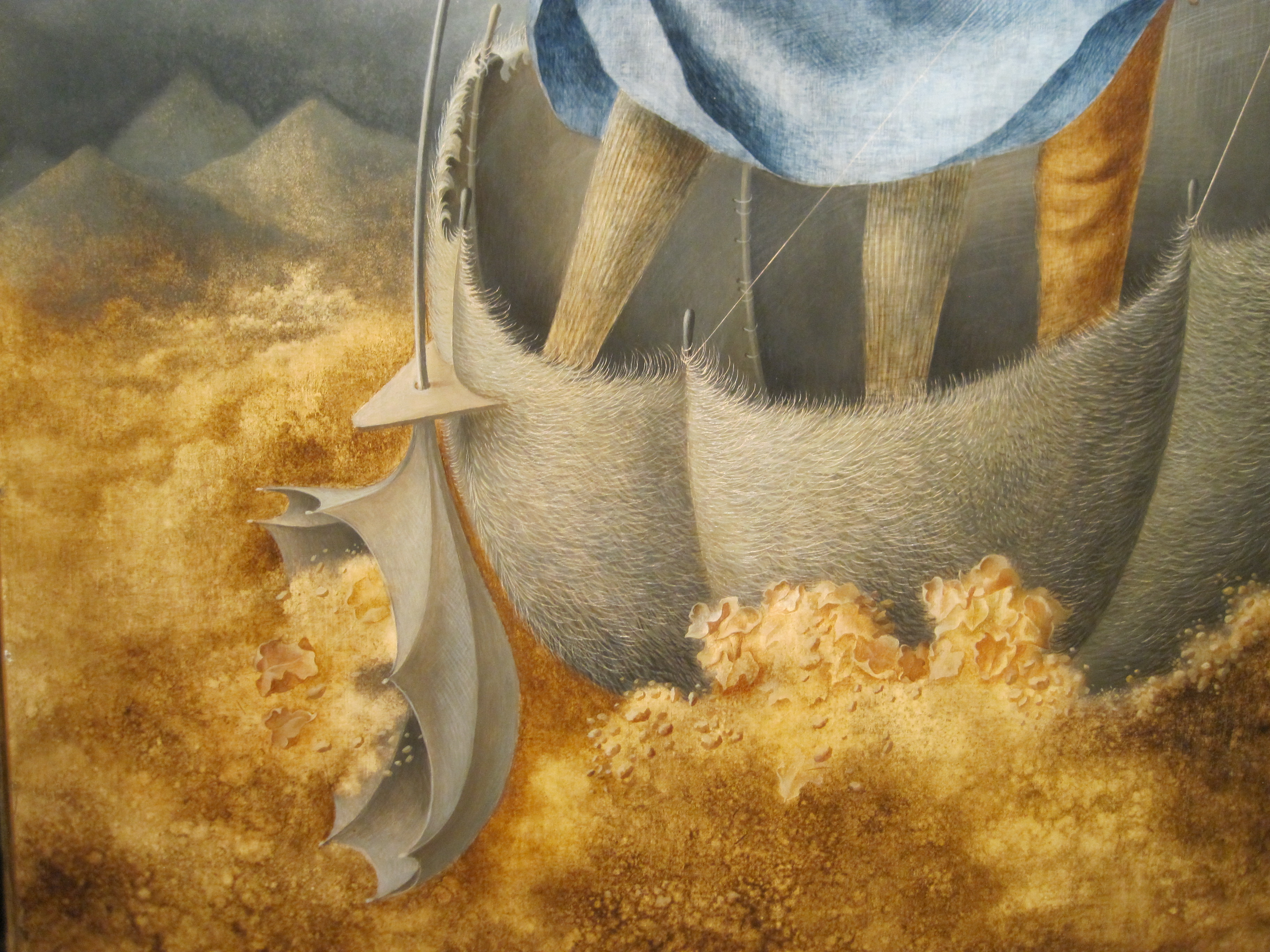
Detalle de La huida, 1961.

Por ejemplo, en el tríptico que hace en 1961, que consta de las obras Hacia la torre, Bordando el manto terrestre y La huida, traduce su propia historia de vida a una representación surrealista.
Un servicio al que tuvo acceso fue a la práctica del psicoanálisis, de hecho, el misticismo en sus pinturas estaba influido por el psicoanálisis de Sigmund Freud, Carl Jung y Alfred Adler. Resulta claramente visible en el cuadro de 1960 Mujer Saliendo del Psicoanalista, del cual, en una carta a su hermano menciona lo siguiente:

Esta señora que sale del psicoanalista arrojando a un pozo la cabeza de su padre (como es correcto hacer al salir del psicoanalista). En el cesto lleva otros desperdicios psicológicos: un reloj, símbolo del temor de llegar tarde, etcétera. El doctor se llama Dr. FJA (Freud, Jung, Adler).
R. V.

Hasta el final de su vida no consiguió vivir de la pintura. Siempre realizó trabajos artísticos de supervivencia, sobre todo como ilustradora publicitaria. También pintó instrumentos musicales y muebles; realizó los decorados de la película La aldea maldita, de Florián Rey; falsificó por encargo cuadros de Giorgio de Chirico y diseñó trajes y tocados para teatro y ballet junto a Leonora Carrington y Marc Chagall.
Falleció el 8 de octubre de 1963 en la Ciudad de México de un infarto de miocardio. En su estudio se encontraba la última obra que pintó, Naturaleza muerta resucitando, y el boceto del que sería su siguiente cuadro, Música del bosque. Fue enterrada en el Panteón Jardín.
A su muerte, André Breton escribió: “El surrealismo reclama toda la obra de una hechicera que se fue demasiado pronto”.

## Obra
Remedios Varo está considerada una artista de la alquimia dedicada a hacer revivir mundos que en su pintura surgen de los cuentos de hadas del insconsciente. Destaca en la recuperación de su memoria la periodista cultural e investigadora española Mercè Ibartz. La obra de la pintora es vasta y compleja con un estilo característico y fácilmente reconocible.
En su obra aparecen con frecuencia figuras humanas estilizadas realizando tareas simbólicas, en las cuales se tienen a la vez elementos oníricos y arquetípicos. De su obra, Ascensión al monte análogo de 1960 la artista comenta:

Como veis, ese personaje está remontando la corriente, solo, sobre un fragilísimo trocito de madera y sus propios vestidos le sirven de vela. Es el esfuerzo de aquellos que tratan de subir a otro nivel espiritual.
R. V.

Su obra completa está teñida de una atmósfera de misticismo,  plasmado en las figuras representativas del mundo secular moderno. Su pintura está puntualizada por un marcado interés por la iconografía científica, por ello años después las obras de la pintora han sido retomadas cada vez con más frecuencia en la literatura de divulgación.
Sus lienzos están realizados con la minuciosidad de un orfebre y reflejan la unidad cósmica y las interconexiones entre diferentes planos de la realidad: la materia y el espíritu, el mundo animal, el humano y el vegetal. Otro de sus grandes temas, que fascinó a los surrealistas, es el de la mujer maga, más ligada al inconsciente que los hombres y dotada de poderes superiores. Su originalidad reside en que la emplaza en el en ocasiones tan denostado ámbito doméstico.
Remedios Varo es de las primeras mujeres artistas en introducir y popularizar su trabajo en México, gracias a sus relaciones personales con otras artistas que radicaban allí, como la pintora británica Leonora Carrington, con quien conservó una buena amistad, y otros miembros de la élite artística e intelectual mexicana de mediados del siglo XX.
Sus cuadros, muchos de los cuales están conservados en el Museo de Arte Moderno de la Ciudad de México, han sido expuestos en numerosas ocasiones como exposiciones temporales. Junto con la obra de otras mujeres surrealistas se presentaron cuadros populares de Varo en In Wonderland, llevada a cabo en el Museo de Arte Moderno a finales del 2012 y principios del 2013.
Su obra ha tenido un gran impacto en el mundo del arte especialmente en México, el país que la acogió y donde la imagen de Remedios Varo se ha popularizado. En España a pesar de algunos homenajes en Barcelona en el 2008 su obra es todavía poco conocida.
En mayo de 2020 fueron dispuestas en línea  por Malba Literatura ocho cartas que la pintora envió a su amiga Kati Horna, entre 1947 y 1958.

### Lista de trabajos representativos
- 1935 El tejido de los sueños
- 1938 Como un sueño

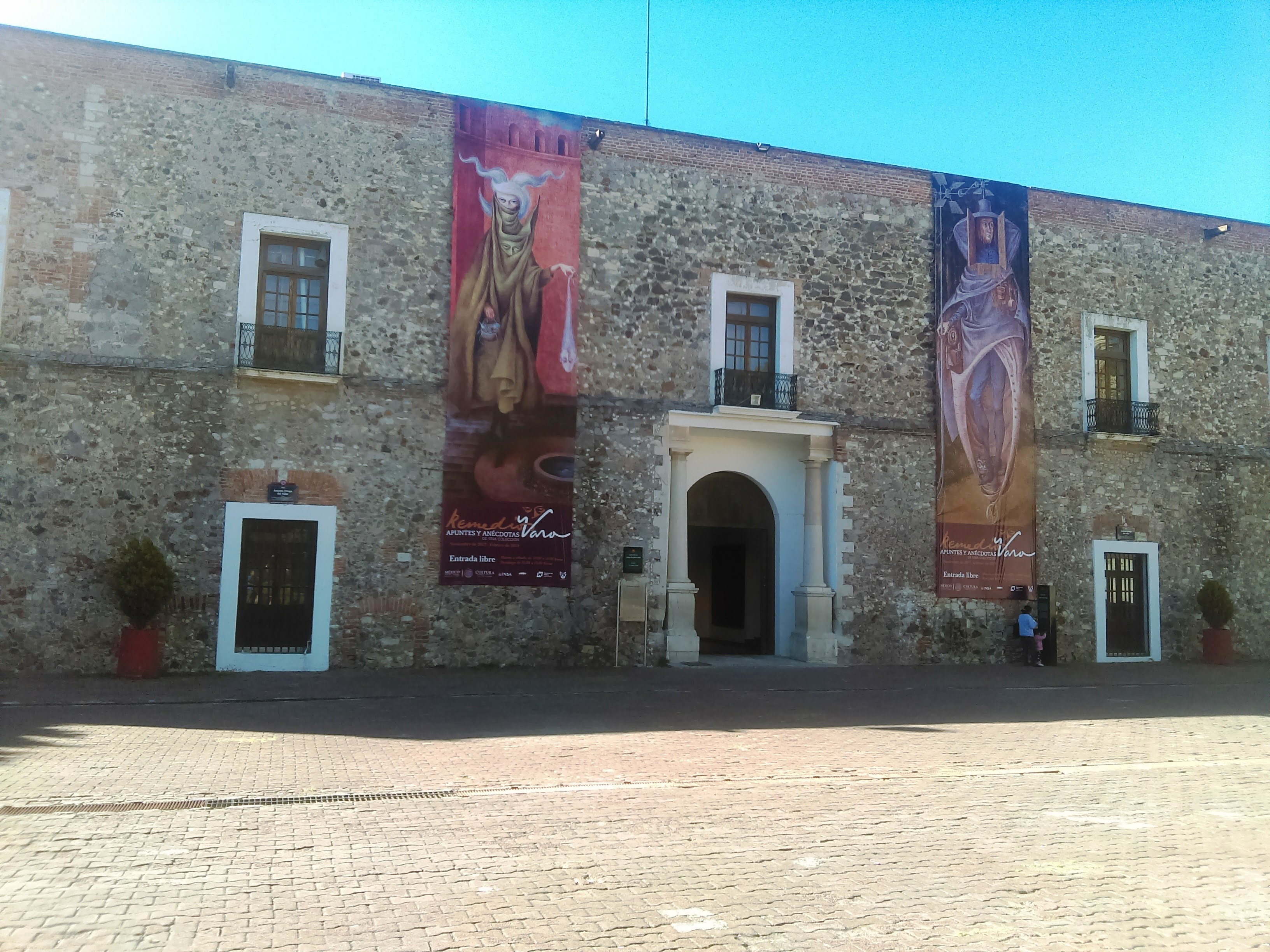
Exposición de Varo en México, 2017-18.

- 1938 Las almas de los montes o Los espíritus de la montaña
- 1942 Gruta mágica
- 1943 Paisaje Torre Centauro
- 1944 Ruedas metafísicas
- 1944 Invierno
- 1945 A mi amigo Agustín Lázaro
- 1947 Paludismo (Libélula)
- 1947 Laboratorio
- 1947 El hombre de la guadaña (Muerte en el mercado)
- 1947 La batalla
- 1947 Tiforal
- 1947 Insomnio I
- 1947 Gitana y Arlequín
- 1947 Amibiasis o Los vegetales
- 1948 Dolor
- 1948 Títeres vegetales
- 1948 Mujer en rojo
- 1948 Dolor reumático I
- 1948 Dolor reumático II
- 1948 Alegoría del Invierno
- 1950 Valle de la luna
- 1950 Mujer sedente
- 1951 Personajes Libélulas
- 1951 El jardín del amor
- 1953 Premonición
- 1954 Espacio tiempo
- 1955 Simpatía o La rabia del gato
- 1955 Ciencia inútil o El alquimista
- 1955 Ermitaño meditando
- 1955 La revelación o El relojero
- 1955 Trasmundo
- 1955 Ruptura
- 1955 El flautista
- 1955 El paraíso de los gatos
- 1955 Creación con rayos astrales
- 1956 A la felicidad de las damas
- 1956 La calle de las presencias ocultas
- 1956 Tres destinos
- 1956 Vuelo mágico
- 1956 Cazadora de astros
- 1956 Energía cósmica
- 1956 Hallazgo
- 1956 Los ancestros o Poema
- 1956 El malabarista o El juglar
- 1956 Tejedora
- 1956 La tejedora roja
- 1956 La tejedora de Verona
- 1957 La creación de las aves
- 1957 Modista
- 1957 Caminos tortuosos
- 1957 Mujer con esfera
- 1957 Bruja que va al Sabbat
- 1957 Reflejo lunar
- 1957 El gato helecho
- 1957 Retrato de Pilar y Clara Arnús
- 1957 Vagabundo
- 1957 Elixir
- 1957 El otro reloj
- 1958 Papilla estelar
- 1958 Visita inesperada
- 1958 La discreción
- 1958 Creación del mundo o Microcosmos
- 1958 La despedida
- 1959 Exploración de las fuentes del río Orinoco
- 1959 Catedral vegetal
- 1959 El visitante
- 1959 Encuentro (La cita)
- 1959 Trovador
- 1959 Locomoción capilar
- 1959 El Minotauro
- 1959 Ritos extraños
- 1960 Mimetismo
- 1960 Esquiador (Viajero)
- 1960 Mujer saliendo del psicoanalista
- 1960 Visita al cirujano plástico
- 1960 Hacia la torre
- 1960 Tránsito en espiral
- 1960 Nacer de nuevo
- 1961 Vampiro
- 1961 Planta insumisa
- 1961 Tejiendo el manto terrestre
- 1961 Monja en bicicleta
- 1961 Personaje
- 1962 Vampiros vegetarianos
- 1962 Fenómeno de ingravidez
- 1962 Tránsito espiral
- 1962 Taxi acuático
- 1962 Arquitectura vegetal
- 1962 Caballero encantado
- 1962 Emigrantes
- 1963 Naturaleza muerta resucitando
- 1963 Los amantes

## Juicio de Intestado
En el año 2000, Walter Gruen, su viudo, donó la colección de obras de Remedios Varo al Museo de Arte Moderno de México. La mayoría de estas obras fueron legalmente compradas a coleccionistas privados que a su vez las habían adquirido legalmente en galerías. Fueron declaradas monumento artístico mexicano el 26 de diciembre de 2001.
Por medio de un movimiento judicial, avalado por las juezas María Margarita Gallegos López y Rebeca Pujol Rosas, en ese año la española Beatriz María Varo Jiménez, sobrina de Remedios y también pintora, fue declarada por el Juzgado Décimo Tercero de lo Familiar en el Distrito Federal de México como única y universal albacea de la sucesión de bienes de su tía Remedios Varo.
En marzo de 2005 el Instituto Nacional de Bellas Artes de México apeló el dictamen, el cual se suspendió temporalmente en lo que las instancias judiciales competentes revisaban el caso.
Cabe señalar que, en vida, la pintora vendió o regaló la mayoría de sus obras, aduciendo que lo que más le importaba era el proceso creativo, no las obras en sí; las cuales, al dejar de pertenecerle, dejaron también de ser, de acuerdo a la ley, parte de su herencia.
Finalmente, el 11 de enero de 2008, la titular del juzgado décimo tercero de lo familiar, María Margarita Gallegos López, emitió una sentencia donde señaló que la Federación, entendida como la nación mexicana, es la única y legítima propietaria de las obras de Remedios Varo.

## Reconocimientos póstumos
- En 2007 la escritora cubana Zoe Valdés publica la novela "La cazadora de astros" en la que recupera la historia de la artista.
- En 2008 fue reconocida por la ciudad de Barcelona con una placa en unos jardines del barrio Diagonal Mar que desde entonces llevan su nombre: "Jardines Remedios Varo".[30][31]
- En 16 de diciembre de 2008 se iniciaron en Anglés (Gerona) los actos del centenario de Remedios Varo con la inauguración de un busto de Remedios Varo esculpido en mármol de Carrara, obra del artista Rocayats. La inauguración la llevó a cabo el cónsul general de México en Barcelona Jaime García Amaral, la directora del Instituto Catalán de la Mujer señora Anna Solà, el ponente de Cultura de la Diputación de Gerona Roger Zamorano, el presidente del Consejo Comarcal de la Selva señor Robert Fauria y el alcalde de Anglés señor Pere Figuereda.
- La Universidad de Barcelona organizó entre 2008 y 2009 seminarios internacionales para celebrar el 70 aniversario del exilio, motivado por la guerra, de la pintora Remedios Varo, sirviendo la ocasión también para promover la figura de esta artista poco conocida en su Cataluña natal. Las ponencias se reunieron en el volumen Remedios Varo. Caminos del conocimiento, la creación y el exilio (2013).[32]
- Exposición "L'Anglés de Remedios Varo" realizada en la Sala Fontbernat del Ayuntamiento de Anglés del 21 de diciembre de 2009 al 28 de febrero de 2010. Comisariada por Emili Rams i Pau Lanao con la edición de un catálogo con textos de Emili Rams, Pau Lanao i Pere Figuereda. DL. GI-1197-2009
- La pintora fue destacada post mortem en la Megaofrenda por el Día de Muertos de la UNAM, en el 2013, dedicando las ofrendas a su trabajo artístico plástico.[33]

## Edición en español
- VV.AA. (2010).  Walter Gruen y Ricardo Ovalle, ed. Catálogo razonado / Catalogue raisonné. Ediciones Era. ISBN 978-968-411-678-8.
- Gruen, Walter (1994). «Remedios Varo: nota biográfica». Catálogo razonado / Catalogue raisonné: 41-49.
- Varo, Remedios (2023). El tejido de los sueños. Obra escrita. Colección Los Cuatro Vientos 222. Edición e introducción de Isabel Castells Molina. Rústica, 256 páginas. Editorial Renacimiento. ISBN 978-84-19791-21-4.
- – (2010). A veces escribo como si trazara un boceto. Los escritos de Remedios Varo. Edición de Edith Mendoza Bolio. Iberoamericana Editorial Vervuert, S.L. ISBN 978-84-8489-525-1.
- – (2006). Cartas, sueños y otros textos. Introducción y notas de Isabel Castells. México: Ediciones Era. ISBN 978-968-411-394-7.